# Lorenzo Sotomayor
Lorenzo Sotomayor Collazo (Havana, 16 de fevereiro de 1985) é um pugilista azeri nascido em Cuba, medalhista olímpico. 

## Carreira
Lorenzo Sotomayor competiu na Rio 2016, na qual conquistou a medalha de prata no peso meio-médio-ligeiro.